# Velký Ježov
Velký Ježov (německy Groß Jeschau) je vesnice, část obce Smilovy Hory v okrese Tábor v Jihočeském kraji. Nachází se asi tři kilometry východně od Smilových Hor. Je v ní evidováno 51 adres. V roce 2011 zde trvale žilo 61 obyvatel.
Velký Ježov je také název katastrálního území o rozloze 3,67 km². Velký Ježov leží i v katastrálním území Těchobuz II o rozloze 0,56 km² (přímo sousedící s obcí Těchobuz v Kraji Vysočina).

## Historie
První písemná zmínka o vesnici pochází z roku 1369.

## Obyvatelstvo
| Rok            | 1869 | 1880 | 1890 | 1900 | 1910 | 1921 | 1930 | 1950 | 1961 | 1970 | 1980 | 1991 | 2001 | 2011 | 2021 |
| -------------- | ---- | ---- | ---- | ---- | ---- | ---- | ---- | ---- | ---- | ---- | ---- | ---- | ---- | ---- | ---- |
| Počet obyvatel | 293  | 290  | 314  | 271  | 254  | 247  | 206  | 163  | 144  | 124  | 125  | 96   | 71   | 61   | 71   |
| Počet domů     | 41   | 40   | 41   | 41   | 42   | 42   | 41   | 42   | 74   | 34   | 35   | 49   | 48   | 47   | 43   |

## Obecní správa
Při sčítání lidu v letech 1850–1929 Velký Ježov byl osadou obce Smilovy Hory v okrese Tábor. V letech 1930–1976 byl samostatnou obcí, se kterým patřil nejprve do okresu Tábor, ale v roce 1950 v okrese Pacov a v letech 1961–1976 v okrese Pelhřimov. Od 1. dubna 1976 je opět částí obce Smilovy Hory v okrese Tábor. V letech 1930–1976 k obci patřil Malý Ježov.

## Pamětihodnosti
- Kaplička

## Galerie

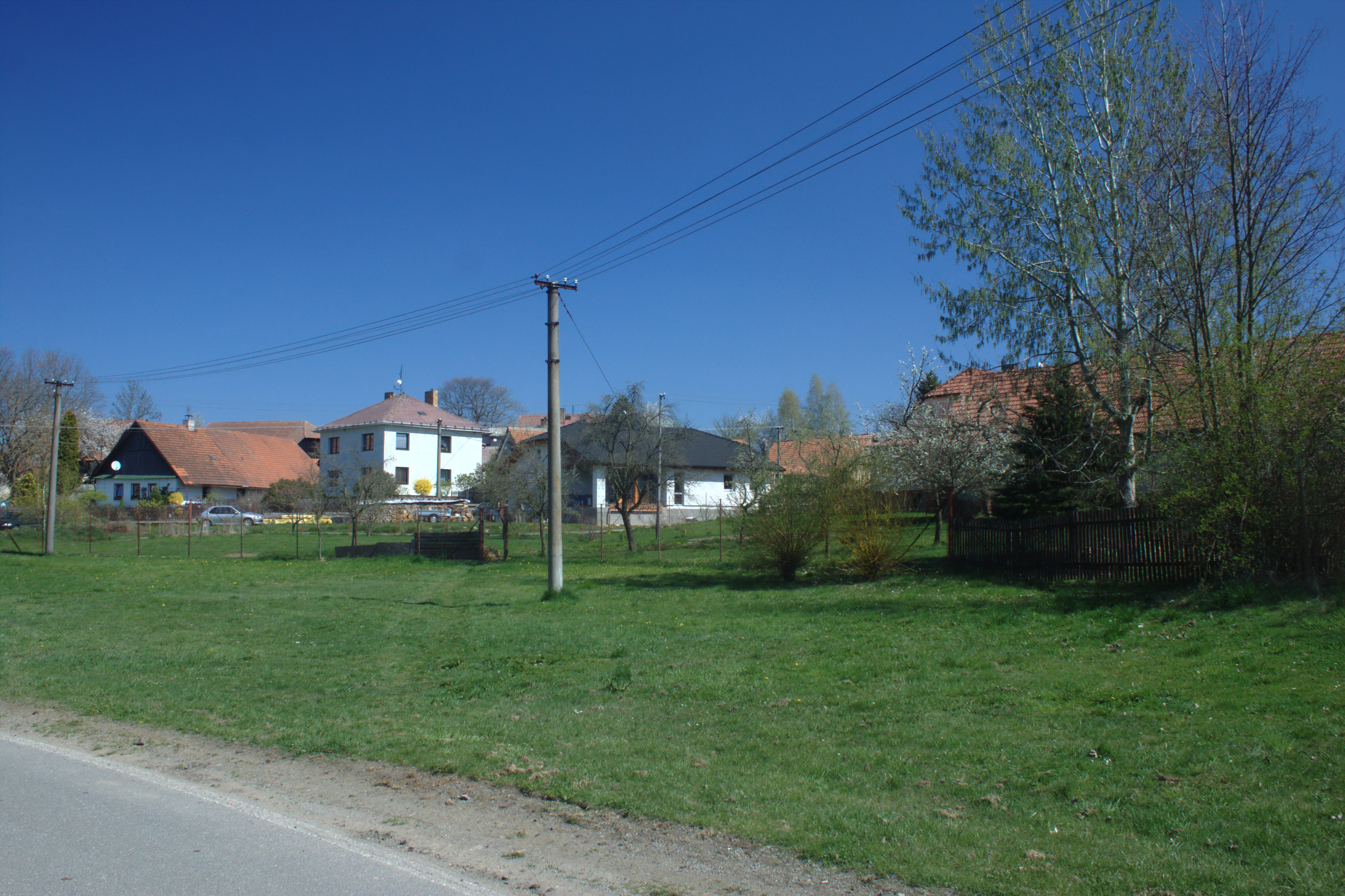
Domy u silnice
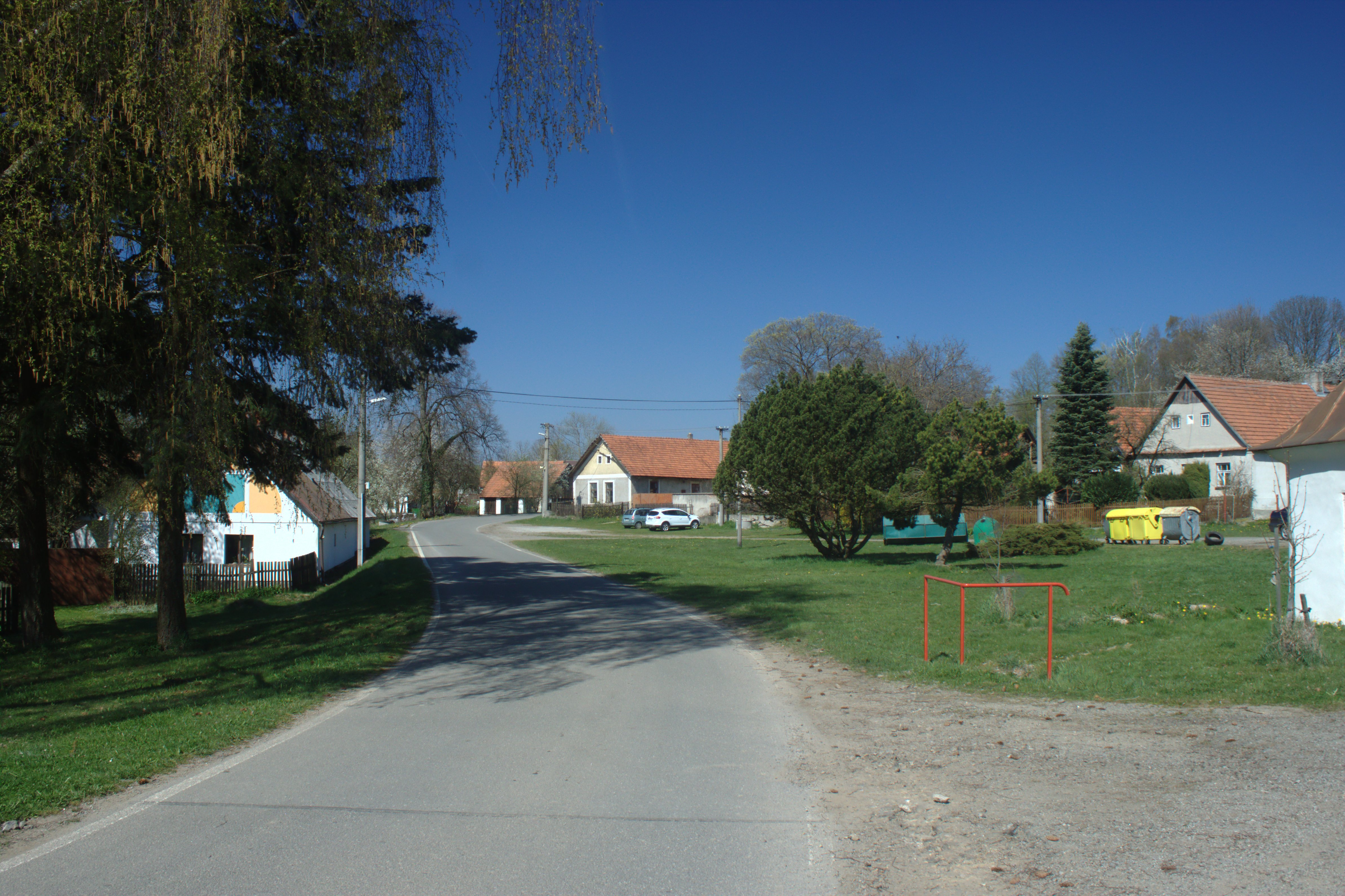
Náves
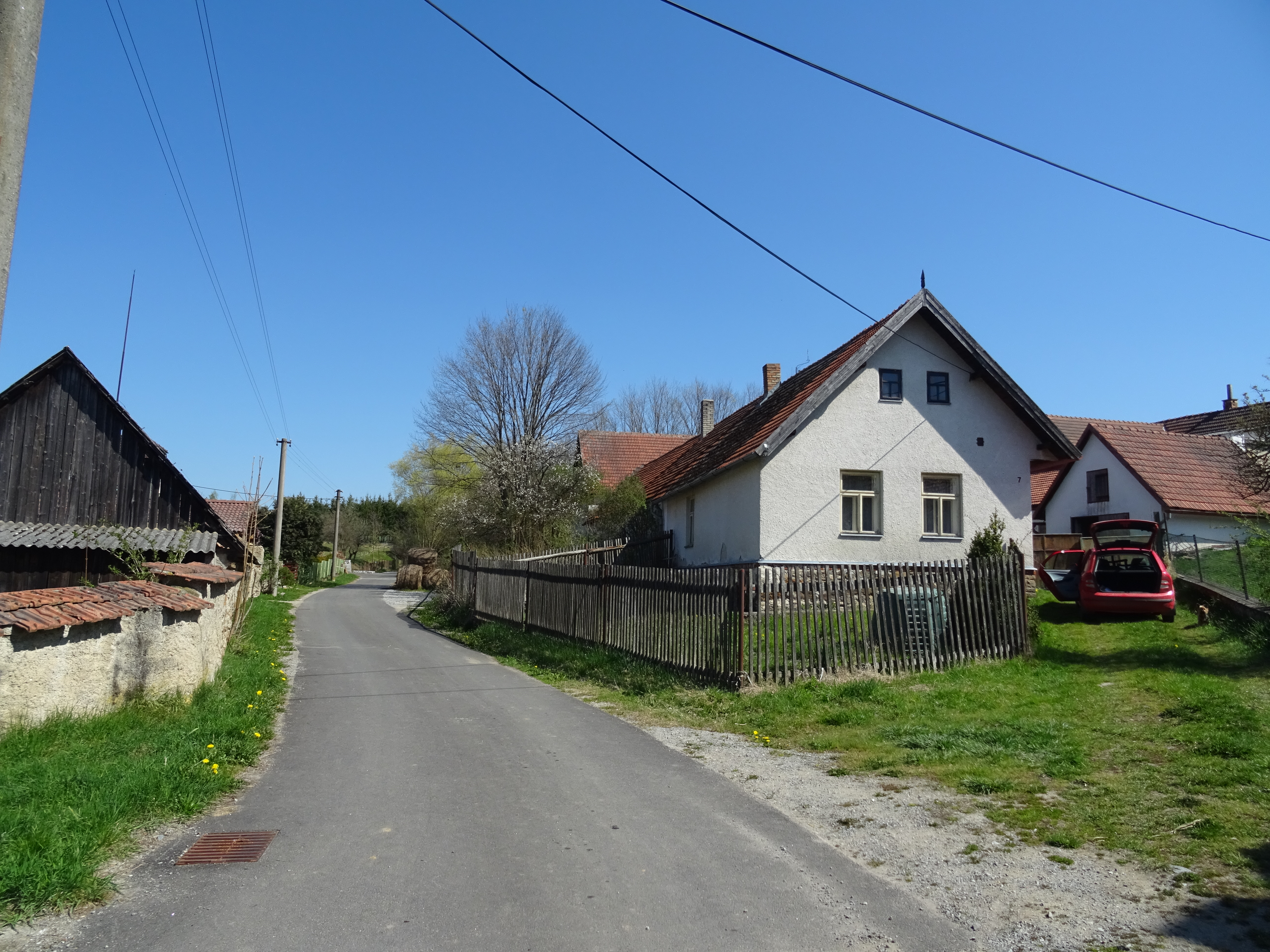
Dům